# Coenotephria sustenta
Coenotephria sustenta là một loài bướm đêm trong họ Geometridae.